# 피셔즈
피셔즈 (Fischer's-フィッシャーズ-)는 2010년 2월 25일 중학교 졸업 후 결성된 일본 남자 7인조 유튜버이다.

## 멤버
- 실크 로드 (シルクロード)
- 응다호 (ンダホ)
- 마사이 (マサイ)
- 페케탄 (ぺけたん)
- 모토키 (モトキ)
- 다:마 (ダーマ)
- 자카오 (ザカオ)